# Amfiteater v Arlesu
Amfiteater v Arlesu (francosko Arènes d'Arles) je rimski amfiteater v južnem francoskem mestu Arles. Dvonadstropen je najvidnejša turistična atrakcija v mestu, ki je cvetelo v starem Rimu. Stolpi, ki štrlijo z vrha, so srednjeveški dodatki.
Amfiteater, zgrajen leta 90 našega štetja, je sprejel več kot 20.000 gledalcev dirk s kočijami in krvavih bojev mož na moža. V zadnjem času privabi manjše množice na bikoborbe med prireditvijo Feria d'Arles ter na predstave in koncerte poleti.
Leta 1981 je bil amfiteater Arles uvrščen na Unescov seznam svetovne dediščine, skupaj z drugimi rimskimi in srednjeveškimi stavbami v mestu, kot del skupine Arles, Roman and Romanesque Monuments.

## Opis
Stavba meri 136 m v dolžino in 109 m v širino ter ima 120 lokov. Ima ovalno areno, obdano s terasami, arkade v dveh nivojih (skupaj 60), tribune, sistem galerij, drenažni sistem v številnih dostopnih hodnikih in stopnišča za hiter izhod iz množice. Očitno ga je navdihnil Kolosej v Rimu (leta 72-80), in je bil zgrajen nekoliko pozneje (leta 90). Amfiteater naj ne bi sprejel 25.000 gledalcev, zato je bil arhitekt prisiljen zmanjšati velikost in nadomestiti dvojni sistem galerij zunaj Koloseja z eno samo obročasto galerijo. To razliko pojasnjuje konformacija zemljišča. Ta "tempelj" iger je več kot štiri stoletja gostil gladiatorje in lovske prizore.

## Po rimskem obdobju
Ob padcu Zahodnega rimskega cesarstva v 5. stoletju je amfiteater postal zatočišče za prebivalce in se spremenil v trdnjavo s štirimi stolpi (južni stolp ni obnovljen). Struktura je obkrožala več kot 200 hiš in postala pravo mesto z javnim trgom, zgrajenim v središču arene, in dvema kapelicama, eno v središču stavbe in drugo ob vznožju zahodnega stolpa.
Ta nova stanovanjska vloga se je nadaljevala do konca 18. stoletja, leta 1825 pa se je na pobudo pisatelja Prosperja Mériméeja začela sprememba v nacionalni zgodovinski spomenik. Leta 1826 se je začela razlastitev hiš, zgrajenih v stavbi, ki se je končala do leta 1830, ko je bila v areni organizirana prva prireditev – dirka bikov v počastitev zavzetja Alžira.

## Galerija
- Les Arènes, Vincent van Gogh
- Bikoborba iz leta 1963
- Zunanje arkade s stolpom, dodanim v 6. stoletju
- Arena